# ブリッシュ・ロック

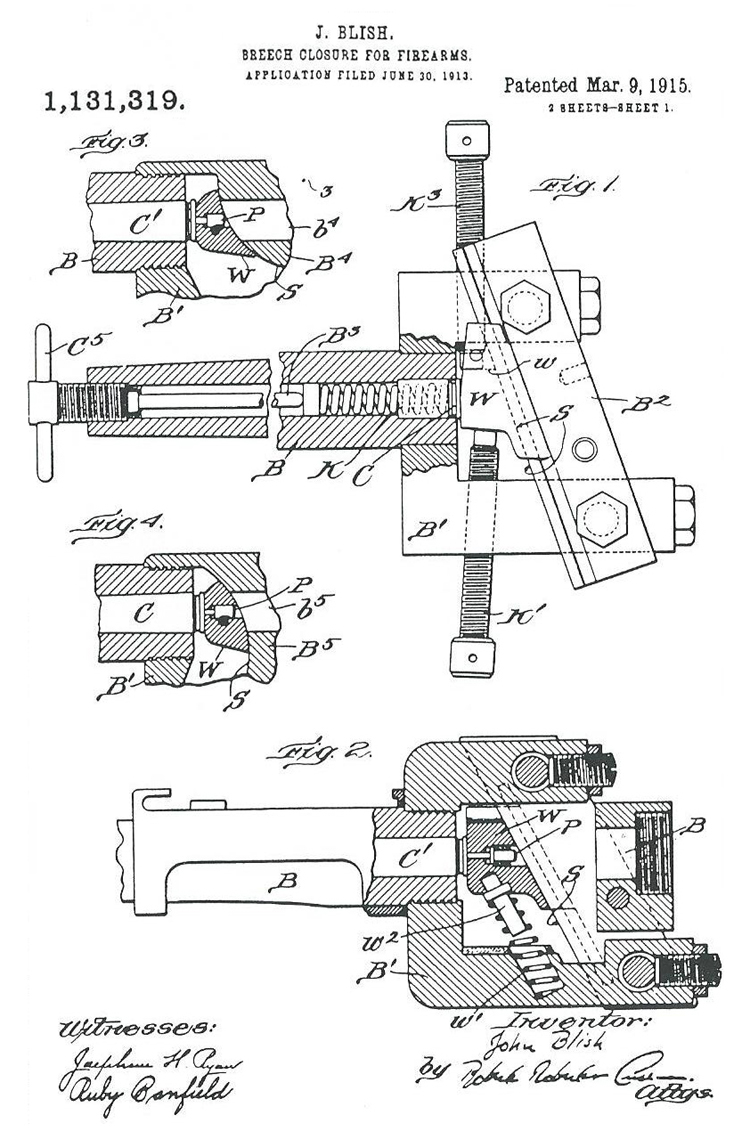
特許図面

ブリッシュ・ロック（Blish lock）は、元アメリカ海軍中佐ジョン・ベル・ブリッシュが考案し、1915年に特許を取得した火器の閉鎖方式である。ブリッシュ自身が提唱した、「高圧下の特定の異金属間においては法則のもと予想される以上に大きな摩擦力が働く」という仮説に基づく。この仮説は、現代的な工学的用語で静摩擦（static friction）あるいは付着（stiction）と称される現象の極端な現れと解釈される。ブリッシュ・ロックはトンプソン・サブマシンガンで初めて採用された。しかし、現在では小火器の動作方式としての有用性は認められていない。ブリッシュの予想に反し、この機構が銃器の動作および機能に与える影響はほぼ皆無であり、これを採用した銃器は実質的にシンプルブローバック方式と同等に動作していた。

## 発明
ブリッシュ・ロックは、ブリッシュによる大型海軍砲の観察の結果として発明された。彼は海軍砲の隔螺式尾栓が、最大装薬（full charges）で射撃した際には閉じたままだが、軽装薬（light charges）で射撃した際には緩んでいることに気づいた。ブリッシュはこれが砲尾で異なる金属の部品が組み合わさっていることに由来すると考え、「異金属は非常に高い圧力にさらされた時、互いに張り付く性質がある」という仮説を提唱した。この現象はブリッシュの原理（Blish principle）と称され、ブリッシュはこれを遅延ブローバック方式における閉鎖機構に取り入れることを試みた。そして単純な楔形の部品を用いるモデルを作成し、1915年3月9日にはアメリカ合衆国特許第 1,131,319号が認められた。

## 採用

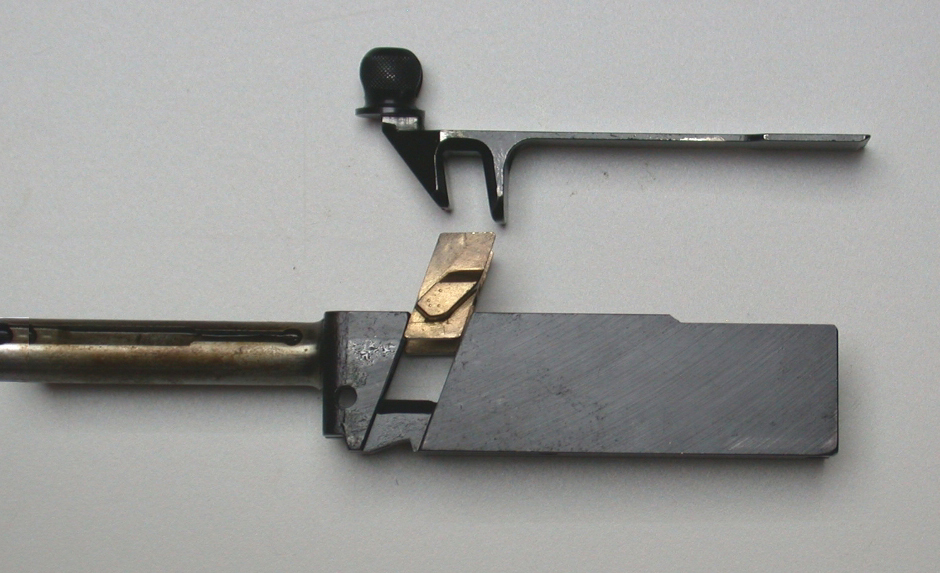
M1921短機関銃のボルト。金色の部品が真鍮製ロッキングピース

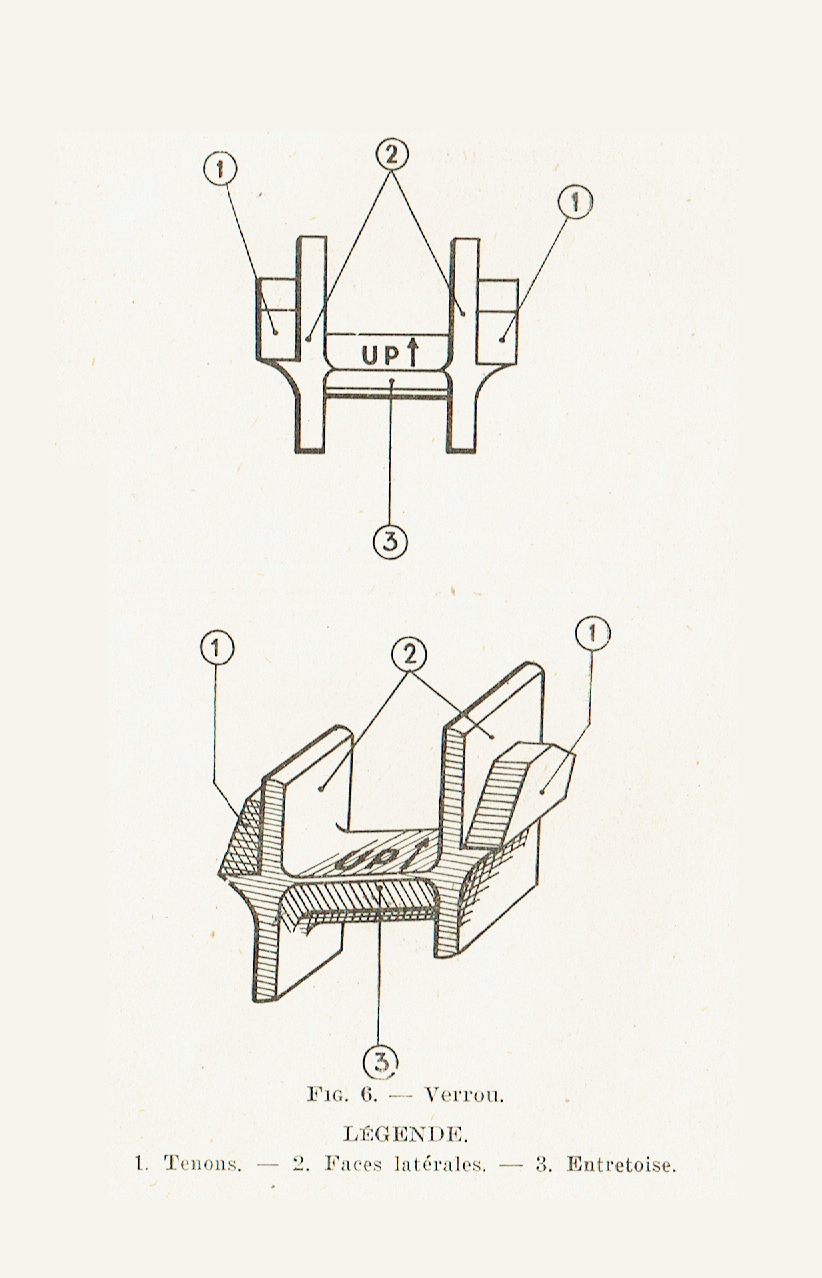
M1921短機関銃のロッキングピース

その後、ブリッシュ・ロックはトンプソン・サブマシンガンおよびトンプソン自動小銃で採用された。トンプソン・サブマシンガンでは、鋼鉄製のボルトに設けられた斜めの溝に真鍮製のロッキングピースが嵌合する構造になっていた。ボルトが後退する際、圧力を受けた鋼鉄と真鍮の間に働く大きな摩擦力によって、後退速度が低下すると考えられたのである。しかし、ブリッシュの原理が科学的に証明されることはなかった。後退速度の低下はブリッシュが予想した異金属間の摩擦ではなく、単にブリッシュ・ロック機構の搭載によって増したボルトの重量によって実現されており、すなわち実質的にシンプルブローバック方式と同等に動作していたのである。
当時の技術者の中にも、これらの銃がブリッシュの原理に基づかないシンプルブローバック方式の銃として動作していたと考える者がいた。例えば陸軍のジュリアン・ゾンマヴィル・ハッチャーなどの当局関係者の間でも、トンプソン・サブマシンガンで採用されたブリッシュ・ロックが、実際には閉鎖にほとんど役立っていないと考えられていた。
第二次世界大戦頃にはブリッシュ・ロックが有用な機構ではないことが広く知られるようになり、トンプソン・サブマシンガンを供給されたイギリス軍では、これを除去する改造がしばしば行われた。1942年に開発されたトンプソンM1では、ブリッシュ・ロックが廃止され、シンプルブローバック方式へと改められている。いずれにせよ、この過度に複雑な機構の採用による製造コストの増加は、実現されうる利点を大幅に上回っていた。